# Obermeitingen
Obermeitingen är en kommun och ort i Landkreis Landsberg am Lech i Regierungsbezirk Oberbayern i förbundslandet Bayern i Tyskland.
Kommunen ingår i kommunalförbundet Igling tillsammans med kommunerna Hurlach och Igling.